# Joseph Banks Rhine

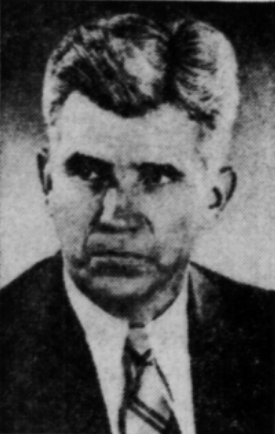
Joseph Banks Rhine (1983) – US-amerikanischer Psychologe

Joseph Banks Rhine (* 29. September 1895 in Waterloo, Pennsylvania; † 20. Februar 1980 in Hillsborough, North Carolina), bekannt als J. B. Rhine, war ein US-amerikanischer Botaniker und Parapsychologe. Er versuchte, die parapsychologische Forschung auf eine wissenschaftliche Basis zu stellen und erreichte, dass die Gesellschaft für Parapsychologie 1971 in die amerikanische Gesellschaft  für Wissenschaftsförderung aufgenommen wurde.

## Leben
Rhine studierte an der University of Chicago Biologie und arbeitete als Biologe an West Virginia University. 1927 ging er an die Duke University in Durham, wo er seit 1929 als Professor lehrte. Zusammen mit William McDougall gründete er 1935 dort das weltweit erste parapsychologische Laboratorium, dessen Leiter er wurde. Viele Forschungen über Außersinnliche Wahrnehmung (ASW) und Psychokinese (genannt auch PSI-Kräfte) betrieb er zusammen mit seiner Frau Louisa Ella Rhine. Er erforschte ASW-Phänomene nicht an willkürlichen Medien, sondern verwendete beliebige Versuchspersonen für seine Experimente. Rhine entwickelte standardisierte Verfahren, die sich statistisch auswerten ließen. So erfand er zusammen mit seinem Mitarbeiter Karl Zener die sogenannten Zener-Karten, mit denen potentielle telepathische Fähigkeiten eines Probanden nachgewiesen werden sollten. Die von Rhine und Zener konzipierten Karten finden noch heute Gebrauch bei parapsychologischen Untersuchungen. 1971 deckte Rhine im eigenen Institut einen wissenschaftlichen Betrug auf, der von seinem designierten Nachfolger Walter J. Levy begangen worden war. Rhine entließ Levy sofort und veröffentlichte die Vorkommnisse in allen Einzelheiten. Zum Zeitpunkt seines Todes war Rhine Präsident der Society for Psychical Research (gefolgt von seiner Frau).

## Veröffentlichungen (Auswahl)
- Die Reichweite des menschlichen Geistes, 1947, deutsch 1950
- Parapsychologie. Grenzwissenschaft der Psyche, 1957, deutsch 1962, zusammen mit J. G. Pratt
- Neuland der Seele, Stuttgart 1938